# Roland Garros 2013
De 112e editie van het Franse grandslamtoernooi, Roland Garros 2013, werd gehouden van zondag 26 mei tot en met zondag 9 juni 2013. Voor de vrouwen was het de 106e editie. Het toernooi werd gespeeld in het Roland-Garrosstadion in het 16e arrondissement van Parijs.

## Toernooisamenvatting
- Bij het mannenenkelspel was de Spanjaard Rafael Nadal titelverdediger. Hij wist zijn titel te prolongeren.
- De uit Rusland afkomstige Maria Sjarapova was titelverdedigster bij het vrouwenenkelspel. De titel ging dit jaar naar de Amerikaanse Serena Williams.
- Het mannendubbelspel werd in 2012 gewonnen door Maks Mirni en Daniel Nestor uit respectievelijk Wit-Rusland en Canada. Dit jaar zegevierden de Amerikaanse broers Bob en Mike Bryan.
- Bij de vrouwen was het Italiaanse koppel Sara Errani en Roberta Vinci de titelverdediger. Nu waren de Russinnen Jekaterina Makarova en Jelena Vesnina de besten.
- De titel in het gemengd dubbelspel werd verdedigd door het Indiase koppel Sania Mirza en Mahesh Bhupathi. Winnaars waren de Tsjechen Lucie Hradecká en František Čermák.
- Het toernooi van 2013 trok 428.751 toeschouwers.[1]

## Enkelspel

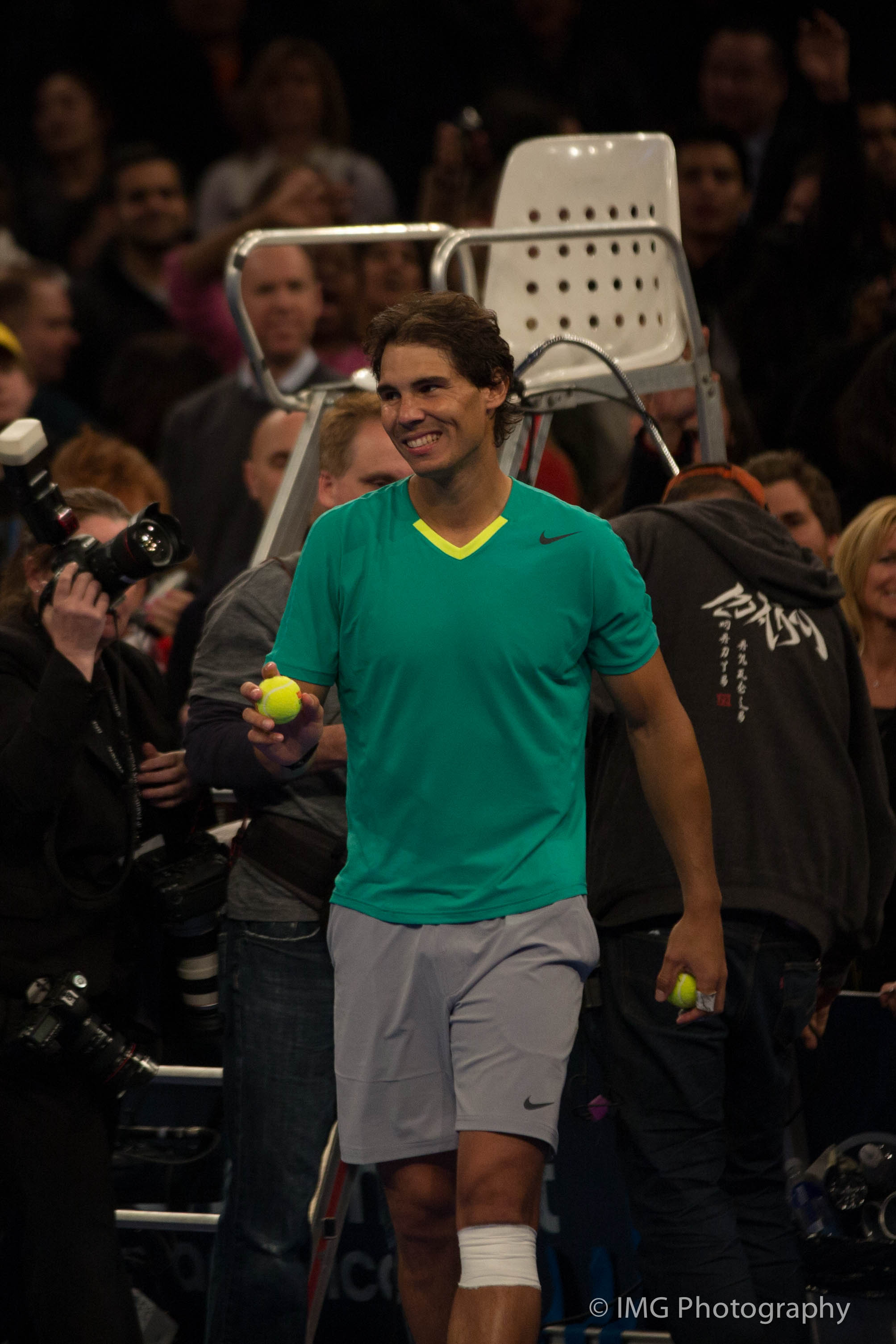
De Spanjaard Rafael Nadal won de titel bij de mannen.

### Mannen
De titel in het mannenenkelspel werd met succes verdedigd door de Spanjaard Rafael Nadal, voor wie dit zijn eerste grandslamtoernooi sinds Wimbledon 2012 was. De nummer twee van de ATP ranglijst, de Brit Andy Murray, had afgezegd omdat hij te veel last ondervond van een rugblessure. Ook de Argentijn Juan Martín del Potro zegde af in verband met blessureleed. Sinds het toernooi van Monte Carlo kampte Del Potro met bronchitis.
Voor Nederland namen drie mannen deel aan het enkelspel. Thiemo de Bakker moest het in de eerste ronde opnemen tegen de als negende geplaatste Zwitser Stanislas Wawrinka. De Bakker verloor de partij in drie sets. Robin Haase wist in vier sets van de Fransman Kenny de Schepper te winnen en ging zo door naar de tweede ronde. Daar was de als eenentwintigste geplaatste Pool Jerzy Janowicz echter te sterk. De derde Nederlander was Igor Sijsling. Ook hij ging door naar de tweede ronde, door in zijn openingspartij de Oostenrijker Jürgen Melzer in drie sets te verslaan. In de tweede ronde moest Sijsling echter zijn meerdere erkennen in de als tweeëndertigste geplaatste Spanjaard Tommy Robredo.
Voor België namen ook drie mannen deel aan het enkelspel. David Goffin moest het in de eerste ronde opnemen tegen de als eerste geplaatste nummer een van de wereld, Serviër Novak Đoković. Hij verloor zijn partij in drie sets. Ook Xavier Malisse verloor in de eerste ronde van een geplaatste speler. Xavier wist niet te winnen van de als veertiende geplaatste Canadees Milos Raonic. De derde Belg, Steve Darcis, wist via de kwalificaties tot het hoofdtoernooi door te dringen. Hij verloor in de eerste ronde echter van de Fransman Michaël Llodra

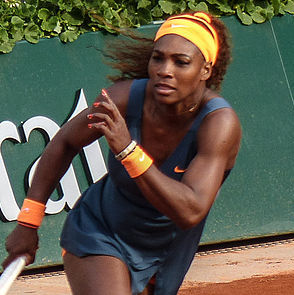
De Amerikaanse Serena Williams won de titel bij de vrouwen.

### Vrouwen
Bij de vrouwen was de Russin Maria Sjarapova de titelverdedigster. In de finale moest ze het afleggen tegen de Amerikaanse nummer een van de wereld, Serena Williams.
Voor Nederland namen twee vrouwen deel aan het enkelspel. Arantxa Rus kwam in de eerste ronde uit tegen de als vijfde geplaatste Italiaanse Sara Errani. Rus verloor haar partij in twee sets. Kiki Bertens verloor eveneens in de eerste ronde. Zij moest het opnemen tegen de als zesentwintigste geplaatste Roemeense Sorana Cîrstea.
Voor België kwamen ook twee vrouwen uit in het enkelspel. Kirsten Flipkens, als eenentwintigste geplaatst, wist in de eerste ronde in drie sets te winnen van de Italiaanse Flavia Pennetta. In de tweede ronde verloor ze echter van de Italiaanse oud-winnares Francesca Schiavone. Yanina Wickmayer moest het in de eerste ronde opnemen tegen de Slowaakse kwalificatiespeelster Anna Karolína Schmiedlová. Wickmayer verloor de partij in drie sets.

## Dubbelspel

### Mannen
De Wit-Rus Maks Mirni en de Canadees Daniel Nestor waren de titelverdedigers. Het toernooi werd gewonnen door de Amerikaanse broers Bob en Mike Bryan. In de finale versloegen de Bryans de Fransmannen Michaël Llodra en Nicolas Mahut.

### Vrouwen
De Italiaansen Sara Errani en Roberta Vinci waren de titelverdedigsters. De titel ging naar de Russinnen Jekaterina Makarova / Jelena Vesnina, die in de finale wonnen van Errani en Vinci.

### Gemengd
De Indiërs Sania Mirza en Mahesh Bhupathi waren de titelverdedigers. Het gemengd dubbelspel werd gewonnen door de Tsjechen Lucie Hradecká / František Čermák die in de finale te sterk waren voor het als vijfde geplaatste koppel Kristina Mladenovic (Frankrijk) en Daniel Nestor (Canada).

## Junioren
Meisjes enkelspel

Finale: Belinda Bencic (Zwitserland) won van Antonia Lottner (Duitsland) met 6-1, 6-3
Meisjes dubbelspel

Finale: Barbora Krejčíková (Tsjechië) en Kateřina Siniaková (Tsjechië) wonnen van Doménica González (Ecuador) en Beatriz Haddad Maia (Brazilië) met 7-5, 6-2
Jongens enkelspel

Finale: Cristian Garín (Chili) won van Alexander Zverev (Duitsland) met 6-4, 6-1
Jongens dubbelspel

Finale: Kyle Edmund (VK) en Frederico Ferreira Silva (Portugal) wonnen van Cristian Garín (Chili) en Nicolás Jarry (Chili) met 6-3, 6-3

## Rolstoeltennis
Rolstoelmannenenkelspel

Finale: Stéphane Houdet (Frankrijk) won van Shingo Kunieda (Japan) met 7–5, 5–7, 7–6(5)
Rolstoelvrouwenenkelspel

Finale: Sabine Ellerbrock (Duitsland) won van Jiske Griffioen (Nederland) met 6–3, 3–6, 6–1
Rolstoelmannendubbelspel

Finale: Stéphane Houdet (Frankrijk) en Shingo Kunieda (Japan) wonnen van Gordon Reid (VK) en Ronald Vink (Nederland) met 3–6, 6–4, [10–6]
Rolstoelvrouwendubbelspel

Finale: Jiske Griffioen (Nederland) en Aniek van Koot (Nederland) wonnen van Sabine Ellerbrock (Duitsland) en Sharon Walraven (Nederland) met 6–2, 6–3

## Speelschema van dag tot dag
Onderstaand het speelschema van de drie hoofdbanen van dag tot dag.
Alle tijden zijn lokaal MEZT (UTC+2).

### Dag 1 (zondag 26 mei)
- Speelschema
- Reekshoofden uitgeschakeld:
  - Vrouwenenkelspel:  Nadja Petrova [11],  Venus Williams [30]

| Wedstrijden op hoofdbanen                            | Wedstrijden op hoofdbanen                            | Wedstrijden op hoofdbanen                            | Wedstrijden op hoofdbanen                            |
| Evenement                                            | Winnaar                                              | Verliezer                                            | Score                                                |
| Wedstrijden op Court Philippe-Chatrier (centercourt) | Wedstrijden op Court Philippe-Chatrier (centercourt) | Wedstrijden op Court Philippe-Chatrier (centercourt) | Wedstrijden op Court Philippe-Chatrier (centercourt) |
| ---------------------------------------------------- | ---------------------------------------------------- | ---------------------------------------------------- | ---------------------------------------------------- |
| Vrouwenenkelspel 1e ronde                            | Ana Ivanović [14]                                    | Petra Martić                                         | 6–1, 3–6, 6–3                                        |
| Vrouwenenkelspel 1e ronde                            | Serena Williams [1]                                  | Anna Tatishvili                                      | 6–0, 6–1                                             |
| Mannenenkelspel 1e ronde                             | Roger Federer [2]                                    | Pablo Carreño Busta [Q]                              | 6–2, 6–2, 6–3                                        |
| Mannenenkelspel 1e ronde                             | Michaël Llodra                                       | Steve Darcis [Q]                                     | 6–4, 4–6, 6–1, 6–4                                   |
| Wedstrijden op Court Suzanne-Lenglen (Grandstand)    |                                                      |                                                      |                                                      |
| Vrouwenenkelspel 1e ronde                            | Sara Errani [5]                                      | Arantxa Rus                                          | 6–1, 6–2                                             |
| Mannenenkelspel 1e ronde                             | Gilles Simon [15]                                    | Lleyton Hewitt                                       | 3–6, 1–6, 6–4, 6–1, 7–5                              |
| Mannenenkelspel 1e ronde                             | David Ferrer [4]                                     | Marinko Matosevic                                    | 6–4, 6–3, 6–4                                        |
| Vrouwenenkelspel 1e ronde                            | Urszula Radwańska                                    | Venus Williams [30]                                  | 7–6(7–5), 6–7(4–7), 6–4                              |
| Wedstrijden op Court 1                               |                                                      |                                                      |                                                      |
| Mannenenkelspel 1e ronde                             | Milos Raonic [14]                                    | Xavier Malisse                                       | 6–2, 6–1, 4–6, 6–4                                   |
| Vrouwenenkelspel 1e ronde                            | Joelija Bejhelzymer [Q]                              | Caroline Garcia [WC]                                 | 6–3, 6–4                                             |
| Mannenenkelspel 1e ronde                             | Jérémy Chardy [25]                                   | Benjamin Becker                                      | 6–4, 6–2, 7–5                                        |
| Vrouwenenkelspel 1e ronde                            | Sabine Lisicki [32]                                  | Sofia Arvidsson                                      | 6–3, 6–4                                             |
| Mannenenkelspel 1e ronde                             | Viktor Troicki                                       | James Blake                                          | 6–4, 6–2, 6–2                                        |
| Wedstrijden begonnen om 11:00 uur                    |                                                      |                                                      |                                                      |

### Dag 2 (maandag 27 mei)
- Speelschema
- Reekshoofden uitgeschakeld:
  - Mannenenkelspel:  Tomáš Berdych [5],  Juan Mónaco [17],  Marcel Granollers [31]
  - Vrouwenenkelspel:  Jekaterina Makarova [22],  Julia Görges [24],  Tamira Paszek [28]

| Wedstrijden op hoofdbanen                            | Wedstrijden op hoofdbanen                            | Wedstrijden op hoofdbanen                            | Wedstrijden op hoofdbanen                            |
| Evenement                                            | Winnaar                                              | Verliezer                                            | Score                                                |
| Wedstrijden op Court Philippe-Chatrier (centercourt) | Wedstrijden op Court Philippe-Chatrier (centercourt) | Wedstrijden op Court Philippe-Chatrier (centercourt) | Wedstrijden op Court Philippe-Chatrier (centercourt) |
| ---------------------------------------------------- | ---------------------------------------------------- | ---------------------------------------------------- | ---------------------------------------------------- |
| Vrouwenenkelspel 1e ronde                            | Li Na [6]                                            | Anabel Medina Garrigues                              | 6–3, 6–4                                             |
| Mannenenkelspel 1e ronde                             | Rafael Nadal [3]                                     | Daniel Brands                                        | 4–6, 7–6(7–4), 6–4, 6–3                              |
| Mannenenkelspel 1e ronde                             | Gaël Monfils [WC]                                    | Tomáš Berdych [5]                                    | 7–6(10–8), 6–4, 6–7(3–7), 6–7(4–7), 7–5              |
| Wedstrijden op Court Suzanne-Lenglen (Grandstand)    |                                                      |                                                      |                                                      |
| Vrouwenenkelspel 1e ronde                            | Agnieszka Radwańska [4]                              | Shahar Peer                                          | 6–1, 6–1                                             |
| Mannenenkelspel 1e ronde                             | Jo-Wilfried Tsonga [6]                               | Aljaž Bedene                                         | 6–2, 6–2, 6–3                                        |
| Vrouwenenkelspel 1e ronde                            | Caroline Wozniacki [10]                              | Laura Robson                                         | 6–3, 6–2                                             |
| Mannenenkelspel 1e ronde                             | Richard Gasquet [7]                                  | Serhij Stachovsky                                    | 6–1, 6–4, 6–3                                        |
| Vrouwenenkelspel 1e ronde                            | Maria Sjarapova [2]                                  | Hsieh Su-wei                                         | 6–2, 6–1                                             |
| Wedstrijden op Court 1                               |                                                      |                                                      |                                                      |
| Vrouwenenkelspel 1e ronde                            | Roberta Vinci [15]                                   | Stéphanie Foretz-Gacon [WC]                          | 6–2, 6–1                                             |
| Mannenenkelspel 1e ronde                             | Julien Benneteau [30]                                | Ričardas Berankis                                    | 7–6(7–5), 6–3, 5–7, 7–6(7–5)                         |
| Mannenenkelspel 1e ronde                             | Jarkko Nieminen                                      | Paul-Henri Mathieu                                   | 6–4, 4–6, 7–6(11–9), 4–6, 6–2                        |
| Wedstrijden begonnen om 11:00 uur                    |                                                      |                                                      |                                                      |

### Dag 3 (dinsdag 28 mei)
- Speelschema
- Reekshoofden uitgeschakeld:
  - Mannenenkelspel:  Oleksandr Dolgopolov [22],  Florian Mayer [28]
  - Mannendubbelspel:  Mahesh Bhupathi /  Rohan Bopanna [4],  Daniele Bracciali /  Fabio Fognini [14]

| Wedstrijden op hoofdbanen                            | Wedstrijden op hoofdbanen                            | Wedstrijden op hoofdbanen                            | Wedstrijden op hoofdbanen                            |
| Evenement                                            | Winnaar                                              | Verliezer                                            | Score                                                |
| Wedstrijden op Court Philippe-Chatrier (centercourt) | Wedstrijden op Court Philippe-Chatrier (centercourt) | Wedstrijden op Court Philippe-Chatrier (centercourt) | Wedstrijden op Court Philippe-Chatrier (centercourt) |
| ---------------------------------------------------- | ---------------------------------------------------- | ---------------------------------------------------- | ---------------------------------------------------- |
| Vrouwenenkelspel 1e ronde                            | Marion Bartoli [13]                                  | Volha Havartsova                                     | 7–6(10–8), 4–6, 7–5                                  |
| Mannenenkelspel 1e ronde                             | Novak Djokovic [1]                                   | David Goffin                                         | 7–6(7–5), 6–4, 7–5                                   |
| Mannenenkelspel 1e ronde                             | Nicolas Mahut [WC] vs. Janko Tipsarević [8]          | Nicolas Mahut [WC] vs. Janko Tipsarević [8]          | Geannuleerd                                          |
| Vrouwenenkelspel 1e ronde                            | Jelena Vesnina vs. Viktoryja Azarenka [3]            | Jelena Vesnina vs. Viktoryja Azarenka [3]            | Geannuleerd                                          |
| Wedstrijden op Court Suzanne-Lenglen (Grandstand)    |                                                      |                                                      |                                                      |
| Mannenenkelspel 1e ronde                             | Tommy Haas [12]                                      | Guillaume Rufin                                      | 7–6(7–4), 6–1, 6–3                                   |
| Vrouwenenkelspel 1e ronde                            | Alizé Cornet [31]                                    | Maria João Koehler                                   | 7–5, 6–2                                             |
| Mannenenkelspel 1e ronde                             | Benoît Paire [24] vs. Marcos Baghdatis               | Benoît Paire [24] vs. Marcos Baghdatis               | 3–6, 7–6(7–1), 4–3, gestaakt                         |
| Vrouwenenkelspel 1e ronde                            | Petra Kvitová [7] vs. Aravane Rezaï [WC]             | Petra Kvitová [7] vs. Aravane Rezaï [WC]             | Geannuleerd                                          |
| Wedstrijden op Court 1                               |                                                      |                                                      |                                                      |
| Vrouwenenkelspel 1e ronde                            | Samantha Stosur [9]                                  | Kimiko Date-Krumm                                    | 6–0, 6–2                                             |
| Mannenenkelspel 1e ronde                             | Nikolaj Davydenko                                    | Florent Serra                                        | 6–3, 6–4, 7–5                                        |
| Mannenenkelspel 1e ronde                             | Stanislas Wawrinka [9]                               | Thiemo de Bakker                                     | 7–5, 6–3, 6–7(1–7), 7–5                              |
| Wedstrijden begonnen om 11:00 uur                    |                                                      |                                                      |                                                      |

### Dag 4 (woensdag 29 mei)
- Speelschema
- Reekshoofden uitgeschakeld:
  - Vrouwenenkelspel:  Caroline Wozniacki [10],  Anastasija Pavljoetsjenkova [19],  Klára Zakopalová [23],  Lucie Šafářová [25]
  - Mannendubbelspel:  Santiago González /  Scott Lipsky [11],  Julian Knowle /  Filip Polášek [15]
  - Vrouwendubbelspel:  Liezel Huber /  María José Martínez Sánchez [5],  Daniela Hantuchová /  Anabel Medina Garrigues [16]

| Wedstrijden op hoofdbanen                            | Wedstrijden op hoofdbanen                            | Wedstrijden op hoofdbanen                            | Wedstrijden op hoofdbanen                            |
| Evenement                                            | Winnaar                                              | Verliezer                                            | Score                                                |
| Wedstrijden op Court Philippe-Chatrier (centercourt) | Wedstrijden op Court Philippe-Chatrier (centercourt) | Wedstrijden op Court Philippe-Chatrier (centercourt) | Wedstrijden op Court Philippe-Chatrier (centercourt) |
| ---------------------------------------------------- | ---------------------------------------------------- | ---------------------------------------------------- | ---------------------------------------------------- |
| Vrouwenenkelspel 1e ronde                            | Viktoryja Azarenka [3]                               | Jelena Vesnina                                       | 6–1, 6–4                                             |
| Mannenenkelspel 2e ronde                             | Jo-Wilfried Tsonga [6]                               | Jarkko Nieminen                                      | 7–6(8–6), 6–4, 6–3                                   |
| Mannenenkelspel 2e ronde                             | Gaël Monfils [WC]                                    | Ernests Gulbis                                       | 6–7(5–7), 6–4, 7–6(7–4), 6–2                         |
| Vrouwenenkelspel 2e ronde                            | Serena Williams [1]                                  | Caroline Garcia [WC]                                 | 6–1, 6–2                                             |
| Wedstrijden op Court Suzanne-Lenglen (Grandstand)    |                                                      |                                                      |                                                      |
| Vrouwenenkelspel 1e ronde                            | Petra Kvitová [7]                                    | Aravane Rezaï [WC]                                   | 6–3, 4–6, 6–2                                        |
| Mannenenkelspel 1e ronde                             | Benoît Paire [24]                                    | Marcos Baghdatis                                     | 3–6, 7–6(7–1), 6–4, 6–4                              |
| Mannenenkelspel 2e ronde                             | Milos Raonic [14]                                    | Michaël Llodra                                       | 7–5, 3–6, 7–6(7–3), 6–2                              |
| Mannenenkelspel 2e ronde                             | Roger Federer [2]                                    | Somdev Devvarman [Q]                                 | 6–2, 6–1, 6–1                                        |
| Vrouwenenkelspel 2e ronde                            | Ana Ivanović [14]                                    | Mathilde Johansson                                   | 6–2, 6–2                                             |
| Wedstrijden op Court 1                               |                                                      |                                                      |                                                      |
| Vrouwenenkelspel 2e ronde                            | Agnieszka Radwańska [4]                              | Mallory Burdette                                     | 6–3, 6–2                                             |
| Mannenenkelspel 1e ronde                             | Janko Tipsarević [8]                                 | Nicolas Mahut                                        | 6–2, 7–6(7–4), 6–1                                   |
| Mannenenkelspel 2e ronde                             | Julien Benneteau [30]                                | Tobias Kamke                                         | 7–6(11–9), 7–5, 5–7, 0–6, 6–4                        |
| Vrouwenenkelspel 2e ronde                            | Sara Errani [5]                                      | Joelija Poetintseva                                  | 6–1, 6–1                                             |
| Wedstrijden begonnen om 11:00 uur                    |                                                      |                                                      |                                                      |

### Dag 5 (donderdag 30 mei)
- Speelschema
- Reekshoofden uitgeschakeld:
  - Vrouwenenkelspel:  Li Na [6],  Dominika Cibulková [16],  Jaroslava Sjvedova [27]
  - Mannendubbelspel:  Colin Fleming /  Jonathan Marray [10]
  - Vrouwendubbelspel:  Raquel Kops-Jones /  Abigail Spears [6], Serena Williams /  Venus Williams [12]

| Wedstrijden op hoofdbanen                            | Wedstrijden op hoofdbanen                            | Wedstrijden op hoofdbanen                            | Wedstrijden op hoofdbanen                            |
| Evenement                                            | Winnaar                                              | Verliezer                                            | Score                                                |
| Wedstrijden op Court Philippe-Chatrier (centercourt) | Wedstrijden op Court Philippe-Chatrier (centercourt) | Wedstrijden op Court Philippe-Chatrier (centercourt) | Wedstrijden op Court Philippe-Chatrier (centercourt) |
| ---------------------------------------------------- | ---------------------------------------------------- | ---------------------------------------------------- | ---------------------------------------------------- |
| Vrouwenenkelspel 2e ronde                            | Samantha Stosur [9]                                  | Kristina Mladenovic                                  | 6–4, 6–3                                             |
| Mannenenkelspel 2e ronde                             | Novak Djokovic [1]                                   | Guido Pella                                          | 6–2, 6–0, 6–2                                        |
| Vrouwenenkelspel 2e ronde                            | Eugenie Bouchard vs. Maria Sjarapova [2]             | Eugenie Bouchard vs. Maria Sjarapova [2]             | 2–6, 2–4, gestaakt                                   |
| Mannenenkelspel 2e ronde                             | Michał Przysiężny [Q] vs. Richard Gasquet [7]        | Michał Przysiężny [Q] vs. Richard Gasquet [7]        | Geannuleerd                                          |
| Wedstrijden op Court Suzanne-Lenglen (Grandstand)    |                                                      |                                                      |                                                      |
| Mannenenkelspel 2e ronde                             | Grigor Dimitrov [26]                                 | Lucas Pouille [WC]                                   | 6–1, 7–6(7–4), 6–1                                   |
| Vrouwenenkelspel 2e ronde                            | Viktoryja Azarenka [3]                               | Annika Beck                                          | 6–4, 6–3                                             |
| Mannenenkelspel 2e ronde                             | Rafael Nadal [3] vs. Martin Kližan                   | Rafael Nadal [3] vs. Martin Kližan                   | Geannuleerd                                          |
| Vrouwenenkelspel 2e ronde                            | Francesca Schiavone vs. Kirsten Flipkens [21]        | Francesca Schiavone vs. Kirsten Flipkens [21]        | Geannuleerd                                          |
| Wedstrijden op Court 1                               |                                                      |                                                      |                                                      |
| Vrouwenenkelspel 2e ronde                            | Bethanie Mattek-Sands                                | Li Na [6]                                            | 5–7, 6–3, 6–2                                        |
| Mannenenkelspel 2e ronde                             | Benoît Paire [24]                                    | Łukasz Kubot                                         | 7–6(7–2), 6–2, 6–4                                   |
|                                                      |                                                      |                                                      | Geannuleerd                                          |
|                                                      |                                                      |                                                      | Geannuleerd                                          |
| Wedstrijden begonnen om 11:00 uur                    |                                                      |                                                      |                                                      |

### Dag 6 (vrijdag 31 mei)
- Speelschema
- Reekshoofden uitgeschakeld:
  - Mannenenkelspel:  Marin Čilić [10],  Milos Raonic [14],  Sam Querrey [18],  Andreas Seppi [20],  Jérémy Chardy [25],  Julien Benneteau [30]
  - Vrouwenenkelspel:  Kirsten Flipkens [21],  Sorana Cîrstea [26],  Varvara Lepchenko [29],  Sabine Lisicki [32]
  - Mannendubbelspel:  Robert Lindstedt /  Daniel Nestor [3]
  - Vrouwendubbelspel:  Ashleigh Barty /  Casey Dellacqua [14]
  - Gemengd dubbelspel:  Sania Mirza /  Robert Lindstedt [1],  Jelena Vesnina /  Maks Mirni [2]

| Wedstrijden op hoofdbanen                            | Wedstrijden op hoofdbanen                            | Wedstrijden op hoofdbanen                            | Wedstrijden op hoofdbanen                            |
| Evenement                                            | Winnaar                                              | Verliezer                                            | Score                                                |
| Wedstrijden op Court Philippe-Chatrier (centercourt) | Wedstrijden op Court Philippe-Chatrier (centercourt) | Wedstrijden op Court Philippe-Chatrier (centercourt) | Wedstrijden op Court Philippe-Chatrier (centercourt) |
| ---------------------------------------------------- | ---------------------------------------------------- | ---------------------------------------------------- | ---------------------------------------------------- |
| Vrouwenenkelspel 2e ronde                            | Marion Bartoli [13]                                  | Mariana Duque                                        | 7–6(7–5), 7–5                                        |
| Startte niet voor 12:00 uur                          |                                                      |                                                      |                                                      |
| Vrouwenenkelspel 2e ronde                            | Maria Sjarapova [2]                                  | Eugenie Bouchard                                     | 6–2, 6–4                                             |
| Mannenenkelspel 3e ronde                             | Roger Federer [2]                                    | Julien Benneteau [30]                                | 6–3, 6–4, 7–5                                        |
| Mannenenkelspel 3e ronde                             | Jo-Wilfried Tsonga [6]                               | Jérémy Chardy [25]                                   | 6–1, 6–2, 7–5                                        |
| Vrouwenenkelspel 3e ronde                            | Ana Ivanović [14]                                    | Virginie Razzano [WC]                                | 6–3, 6–2                                             |
| Wedstrijden op Court Suzanne-Lenglen (Grandstand)    |                                                      |                                                      |                                                      |
| Mannenenkelspel 2e ronde                             | Rafael Nadal [3]                                     | Martin Kližan                                        | 4–6, 6–3, 6–3, 6–3                                   |
| Vrouwenenkelspel 3e ronde                            | Serena Williams [1]                                  | Sorana Cîrstea [26]                                  | 6–0, 6–2                                             |
| Mannenenkelspel 3e ronde                             | Tommy Robredo [32]                                   | Gaël Monfils [WC]                                    | 2–6, 6–7(5–7), 6–2, 7–6(7–3), 6–2                    |
| Vrouwenenkelspel 3e ronde                            | Agnieszka Radwańska [4]                              | Dinah Pfizenmaier                                    | 6–3, 6–4                                             |
| Wedstrijden op Court 1                               |                                                      |                                                      |                                                      |
| Mannenenkelspel 2e ronde                             | Richard Gasquet [7]                                  | Michał Przysiężny                                    | 6-3, 6-3, 6-0                                        |
| Mannenenkelspel 3e ronde                             | David Ferrer [4]                                     | Feliciano López                                      | 6-1, 7-5, 6-4                                        |
| Vrouwenenkelspel 3e ronde                            | Sara Errani [5]                                      | Sabine Lisicki                                       | 6-0, 6-4                                             |
| Vrouwenenkelspel 3e ronde                            | Angelique Kerber [8]                                 | Varvara Lepchenko                                    | 6-4, 6-7(3–7), 6-4                                   |
| Wedstrijden begonnen om 11:00 uur                    |                                                      |                                                      |                                                      |

### Dag 7 (zaterdag 1 juni)
- Speelschema
- Reekshoofden uitgeschakeld:
  - Mannenenkelspel:  Janko Tipsarević [8],  John Isner [19],  Jerzy Janowicz [21],  Benoît Paire [24],  Grigor Dimitrov [26],  Fabio Fognini [27]
  - Vrouwenenkelspel:  Petra Kvitová [7],  Samantha Stosur [9],  Marion Bartoli [13],  Alizé Cornet [31]
  - Mannendubbelspel:  Maks Mirni /  Horia Tecău [5],  Jürgen Melzer /  Leander Paes [9]
  - Vrouwendubbelspel:  Hsieh Su-wei /  Peng Shuai [8]
  - Gemengd dubbelspel:  Casey Dellacqua /  Mahesh Bhupathi [7]

| Wedstrijden op hoofdbanen                            | Wedstrijden op hoofdbanen                            | Wedstrijden op hoofdbanen                            | Wedstrijden op hoofdbanen                            |
| Evenement                                            | Winnaar                                              | Verliezer                                            | Score                                                |
| Wedstrijden op Court Philippe-Chatrier (centercourt) | Wedstrijden op Court Philippe-Chatrier (centercourt) | Wedstrijden op Court Philippe-Chatrier (centercourt) | Wedstrijden op Court Philippe-Chatrier (centercourt) |
| ---------------------------------------------------- | ---------------------------------------------------- | ---------------------------------------------------- | ---------------------------------------------------- |
| Vrouwenenkelspel 3e ronde                            | Viktoryja Azarenka [3]                               | Alizé Cornet [31]                                    | 4–6, 6–3, 6–1                                        |
| Vrouwenenkelspel 3e ronde                            | Maria Sjarapova [2]                                  | Zheng Jie                                            | 6–1, 7–5                                             |
| Mannenenkelspel 3e ronde                             | Rafael Nadal [3]                                     | Fabio Fognini [27]                                   | 7–6(7–5), 6–4, 6–4                                   |
| Mannenenkelspel 3e ronde                             | Novak Djokovic [1]                                   | Grigor Dimitrov [26]                                 | 6–2, 6–2, 6–3                                        |
| Wedstrijden op Court Suzanne-Lenglen (Grandstand)    |                                                      |                                                      |                                                      |
| Mannenenkelspel 3e ronde                             | Kei Nishikori [13]                                   | Benoît Paire [24]                                    | 6–3, 6–7(3–7), 6–4, 6–1                              |
| Vrouwenenkelspel 3e ronde                            | Francesca Schiavone                                  | Marion Bartoli [13]                                  | 6–2, 6–1                                             |
| Mannenenkelspel 3e ronde                             | Richard Gasquet [7]                                  | Nikolaj Davydenko                                    | 6–4, 6–4, 6–3                                        |
| Vrouwenenkelspel 3e ronde                            | Jelena Janković [18]                                 | Samantha Stosur [9]                                  | 3–6, 6–3, 6–4                                        |
| Wedstrijden op Court 1                               |                                                      |                                                      |                                                      |
| Vrouwenenkelspel 3e ronde                            | Sloane Stephens [17]                                 | Marina Erakovic                                      | 6–4, 6–7(5–7), 6–3                                   |
| Vrouwenenkelspel 3e ronde                            | Bethanie Mattek-Sands                                | Paula Ormaechea                                      | 4–6, 6–1, 6–3                                        |
| Mannenenkelspel 3e ronde                             | Tommy Haas [12]                                      | John Isner [19]                                      | 7–5, 7–6(7–4), 4–6, 6–7(10–12), 10–8                 |
|                                                      |                                                      |                                                      | Geannuleerd                                          |
| Wedstrijden begonnen om 11:00 uur                    |                                                      |                                                      |                                                      |

### Dag 8 (zondag 2 juni)
- Speelschema
- Reekshoofden uitgeschakeld:
  - Mannenenkelspel:  Nicolás Almagro [11],  Gilles Simon [15],  Kevin Anderson [23]
  - Vrouwenenkelspel:  Angelique Kerber [8],  Ana Ivanović [14],  Roberta Vinci [15],  Carla Suárez Navarro [20]
  - Mannendubbelspel:  Julien Benneteau /  Nenad Zimonjić [13]
  - Vrouwendubbelspel:  Anna-Lena Grönefeld /  Květa Peschke [9],  Chan Hao-ching /  Darija Jurak [15]
  - Gemengd dubbelspel:  Anna-Lena Grönefeld /  Horia Tecău [6]

| Wedstrijden op hoofdbanen                            | Wedstrijden op hoofdbanen                            | Wedstrijden op hoofdbanen                            | Wedstrijden op hoofdbanen                            |
| Evenement                                            | Winnaar                                              | Verliezer                                            | Score                                                |
| Wedstrijden op Court Philippe-Chatrier (centercourt) | Wedstrijden op Court Philippe-Chatrier (centercourt) | Wedstrijden op Court Philippe-Chatrier (centercourt) | Wedstrijden op Court Philippe-Chatrier (centercourt) |
| ---------------------------------------------------- | ---------------------------------------------------- | ---------------------------------------------------- | ---------------------------------------------------- |
| Vrouwenenkelspel 4e ronde                            | Svetlana Koeznetsova                                 | Angelique Kerber [8]                                 | 6–4, 4–6, 6–4                                        |
| Vrouwenenkelspel 4e ronde                            | Serena Williams [1]                                  | Roberta Vinci [15]                                   | 6–1, 6–3                                             |
| Mannenenkelspel 4e ronde                             | Jo-Wilfried Tsonga [6]                               | Viktor Troicki                                       | 6–3, 6–3, 6–3                                        |
| Mannenenkelspel 4e ronde                             | Roger Federer [2]                                    | Gilles Simon [15]                                    | 6–1, 4–6, 2–6, 6–2, 6–3                              |
| Wedstrijden op Court Suzanne-Lenglen (Grandstand)    |                                                      |                                                      |                                                      |
| Mannenenkelspel 4e ronde                             | David Ferrer [4]                                     | Kevin Anderson [23]                                  | 6–3, 6–1, 6–1                                        |
| Mannenenkelspel 4e ronde                             | Tommy Robredo [32]                                   | Nicolás Almagro [11]                                 | 6–7(5–7), 3–6, 6–4, 6–4, 6–4                         |
| Vrouwenenkelspel 4e ronde                            | Sara Errani [5]                                      | Carla Suárez Navarro [20]                            | 5–7, 6–4, 6–3                                        |
| Vrouwenenkelspel 4e ronde                            | Agnieszka Radwańska [4]                              | Ana Ivanović [14]                                    | 6–2, 6–4                                             |
| Wedstrijden op Court 1                               |                                                      |                                                      |                                                      |
| Vrouwendubbelspel 1e ronde                           | Bethanie Mattek-Sands [7] Sania Mirza [7]            | Alizé Cornet Virginie Razzano                        | 6–3, 6–4                                             |
| Mannendubbelspel 3e ronde                            | Mariusz Fyrstenberg [16] Marcin Matkowski [16]       | Jonathan Dasnières de Veigy Florent Serra            | 6–4, 6–3                                             |
| Mannendubbelspel 2e ronde                            | Christopher Kas Oliver Marach                        | Julien Benneteau [13] Nenad Zimonjić [13]            | 6–4, 5–7, 6–1                                        |
| Mannendubbelspel 2e ronde                            | Tomasz Bednarek Jerzy Janowicz                       | Paolo Lorenzi Potito Starace                         | 6–7(3–7), 6–3, 7–6(7–4)                              |
| Wedstrijden begonnen om 11:00 uur                    |                                                      |                                                      |                                                      |

### Dag 9 (maandag 3 juni)
- Speelschema
- Reekshoofden uitgeschakeld:
  - Mannenenkelspel:  Richard Gasquet [7],  Kei Nishikori [13],  Philipp Kohlschreiber [16],  Michail Joezjny [29]
  - Vrouwenenkelspel:  Sloane Stephens [17]
  - Mannendubbelspel:  Aisam-ul-Haq Qureshi /  Jean-Julien Rojer [6]
  - Vrouwendubbelspel:  Shuai Zhang /  Zheng Jie [13]
  - Gemengd dubbelspel:  Katarina Srebotnik /  Nenad Zimonjić [3]

| Wedstrijden op hoofdbanen                            | Wedstrijden op hoofdbanen                            | Wedstrijden op hoofdbanen                            | Wedstrijden op hoofdbanen                            |
| Evenement                                            | Winnaar                                              | Verliezer                                            | Score                                                |
| Wedstrijden op Court Philippe-Chatrier (centercourt) | Wedstrijden op Court Philippe-Chatrier (centercourt) | Wedstrijden op Court Philippe-Chatrier (centercourt) | Wedstrijden op Court Philippe-Chatrier (centercourt) |
| ---------------------------------------------------- | ---------------------------------------------------- | ---------------------------------------------------- | ---------------------------------------------------- |
| Vrouwenenkelspel 4e ronde                            | Viktoryja Azarenka [3]                               | Francesca Schiavone                                  | 6–3, 6–0                                             |
| Mannenenkelspel 4e ronde                             | Novak Djokovic [1]                                   | Philipp Kohlschreiber [16]                           | 4–6, 6–3, 6–4, 6–4                                   |
| Mannenenkelspel 4e ronde                             | Rafael Nadal [3]                                     | Kei Nishikori [13]                                   | 6–4, 6–1, 6–3                                        |
| Vrouwenenkelspel 4e ronde                            | Maria Sjarapova [2]                                  | Sloane Stephens [17]                                 | 6–4, 6–3                                             |
| Wedstrijden op Court Suzanne-Lenglen (Grandstand)    |                                                      |                                                      |                                                      |
| Mannenenkelspel 4e ronde                             | Tommy Haas [12]                                      | Michail Joezjny [29]                                 | 6–1, 6–1, 6–3                                        |
| Vrouwenenkelspel 4e ronde                            | Maria Kirilenko [12]                                 | Bethanie Mattek-Sands                                | 7–5, 6–4                                             |
| Mannenenkelspel 4e ronde                             | Stanislas Wawrinka [9]                               | Richard Gasquet [7]                                  | 6–7(5–7), 4–6, 6–4, 7–5, 8–6                         |
| Vrouwenenkelspel 4e ronde                            | Jelena Janković [18]                                 | Jamie Hampton                                        | 6–0, 6–2                                             |
| Wedstrijden op Court 1                               |                                                      |                                                      |                                                      |
| Vrouwendubbelspel 3e ronde                           | Andrea Hlaváčková [2] Lucie Hradecká [2]             | Zhang Shuai [13] Zheng Jie [13]                      | 6–3, 7–6(7–0)                                        |
| Mannendubbelspel 2e ronde                            | Alexander Peya [7] Bruno Soares [7]                  | Grigor Dimitrov Frederik Nielsen                     | 6–3, 7–5                                             |
| Mannendubbelspel 3e ronde                            | Michaël Llodra Nicolas Mahut                         | Treat Huey Dominic Inglot                            | 6–3, 6–4                                             |
| Startte niet voor 17:15 uur                          |                                                      |                                                      |                                                      |
| Gemengd dubbelspel kwartfinale                       | Kristina Mladenovic [5] Daniel Nestor [5]            | Katarina Srebotnik [3] Nenad Zimonjić [3]            | 7–5, 6–4                                             |
| Wedstrijden begonnen om 11:00 uur                    |                                                      |                                                      |                                                      |

### Dag 10 (dinsdag 4 juni)
- Speelschema
- Reekshoofden uitgeschakeld:
  - Mannenenkelspel:  Roger Federer [2],  Tommy Robredo [32]
  - Vrouwenenkelspel:  Agnieszka Radwańska [4]
  - Mannendubbelspel:  Marcel Granollers /  Marc López [2],  Ivan Dodig /  Marcelo Melo [12]
  - Vrouwendubbelspel:  Bethanie Mattek-Sands /  Sania Mirza [7]

| Wedstrijden op hoofdbanen                                                                         | Wedstrijden op hoofdbanen                            | Wedstrijden op hoofdbanen                            | Wedstrijden op hoofdbanen                            |
| Evenement                                                                                         | Winnaar                                              | Verliezer                                            | Score                                                |
| Wedstrijden op Court Philippe-Chatrier (centercourt)                                              | Wedstrijden op Court Philippe-Chatrier (centercourt) | Wedstrijden op Court Philippe-Chatrier (centercourt) | Wedstrijden op Court Philippe-Chatrier (centercourt) |
| ------------------------------------------------------------------------------------------------- | ---------------------------------------------------- | ---------------------------------------------------- | ---------------------------------------------------- |
| Vrouwenenkelspel kwartfinale                                                                      | Sara Errani [5]                                      | Agnieszka Radwańska [4]                              | 6–4, 7–6(8–6)                                        |
| Mannenenkelspel kwartfinale                                                                       | Jo-Wilfried Tsonga [6]                               | Roger Federer [2]                                    | 7–5, 6–3, 6–3                                        |
| Wedstrijden op Court Suzanne-Lenglen (Grandstand)                                                 |                                                      |                                                      |                                                      |
| Vrouwenenkelspel kwartfinale                                                                      | Serena Williams [1]                                  | Svetlana Koeznetsova                                 | 6–1, 3–6, 6–3                                        |
| Mannenenkelspel kwartfinale                                                                       | David Ferrer [4]                                     | Tommy Robredo [32]                                   | 6–2, 6–1, 6–1                                        |
| Vrouwendubbelspel 3e ronde                                                                        | Kristina Mladenovic [10] Galina Voskobojeva [10]     | Oksana Kalasjnikova Alicja Rosolska                  | 6–1, 6–1                                             |
| Wedstrijden op Court 1                                                                            |                                                      |                                                      |                                                      |
| Mannenlegendes −45 dubbelspel                                                                     | Sergi Bruguera Richard Krajicek                      | Michael Chang Andrej Medvedev                        | 4-6, 7-6(9–7), 1-0(3)                                |
| Startte niet voor 12:00 uur                                                                       |                                                      |                                                      |                                                      |
| Mannendubbelspel 3e ronde                                                                         | Bob Bryan [1] Mike Bryan [1]                         | Christopher Kas Oliver Marach                        | 1-0, opgave                                          |
| Startte niet voor 13:30 uur                                                                       |                                                      |                                                      |                                                      |
| Mannenlegendes −45 dubbelspel                                                                     | Albert Costa Carlos Moyá                             | Thomas Enqvist Sébastien Grosjean                    | 6-0, 6-4                                             |
| Startte niet voor 15:00 uur                                                                       |                                                      |                                                      |                                                      |
| Mannendubbelspel kwartfinale                                                                      | Pablo Cuevas Horacio Zeballos                        | Tomasz Bednarek Jerzy Janowicz                       | 7-6(7–3), 4-6, 6-1                                   |
| Startte niet voor 17:30 uur                                                                       |                                                      |                                                      |                                                      |
| Mannendubbelspel kwartfinale                                                                      | Michaël Llodra Nicolas Mahut                         | Marcel Granollers [2] Marc López [2]                 | 6-3, 1-6, 6-3                                        |
| Wedstrijden begonnen om 11:00 uur (12:00 uur op Court Philippe-Chatrier en Court Suzanne-Lenglen) |                                                      |                                                      |                                                      |

### Dag 11 (woensdag 5 juni)
- Speelschema
- Reekshoofden uitgeschakeld:
  - Mannenenkelspel:  Stanislas Wawrinka [9],  Tommy Haas [12]
  - Vrouwenenkelspel:  Maria Kirilenko [12],  Jelena Janković [18]
  - Mannendubbelspel:  David Marrero /  Fernando Verdasco [8],  Mariusz Fyrstenberg /  Marcin Matkowski [16]
  - Vrouwendubbelspel:  Kristina Mladenovic /  Galina Voskobojeva [10],  Anastasija Pavljoetsjenkova /  Lucie Šafářová [11]
  - Gemengd dubbelspel:  Lisa Raymond /  Bruno Soares [4],  Liezel Huber /  Marcelo Melo [8]

| Wedstrijden op hoofdbanen                                                                         | Wedstrijden op hoofdbanen                            | Wedstrijden op hoofdbanen                            | Wedstrijden op hoofdbanen                            |
| Evenement                                                                                         | Winnaar                                              | Verliezer                                            | Score                                                |
| Wedstrijden op Court Philippe-Chatrier (centercourt)                                              | Wedstrijden op Court Philippe-Chatrier (centercourt) | Wedstrijden op Court Philippe-Chatrier (centercourt) | Wedstrijden op Court Philippe-Chatrier (centercourt) |
| ------------------------------------------------------------------------------------------------- | ---------------------------------------------------- | ---------------------------------------------------- | ---------------------------------------------------- |
| Vrouwenenkelspel kwartfinale                                                                      | Maria Sjarapova [2]                                  | Jelena Janković [18]                                 | 0–6, 6–4, 6–3                                        |
| Mannenenkelspel kwartfinale                                                                       | Rafael Nadal [3]                                     | Stanislas Wawrinka [9]                               | 6–2, 6–3, 6–1                                        |
| Mannendubbelspel kwartfinale                                                                      | Bob Bryan [1] Mike Bryan [1]                         | David Marrero [8] Fernando Verdasco [8]              | 6–3, 6–4                                             |
| Wedstrijden op Court Suzanne-Lenglen (Grandstand)                                                 |                                                      |                                                      |                                                      |
| Vrouwenenkelspel kwartfinale                                                                      | Viktoryja Azarenka [3]                               | Maria Kirilenko [12]                                 | 7–6(7–3), 6–2                                        |
| Mannenenkelspel kwartfinale                                                                       | Novak Djokovic [1]                                   | Tommy Haas [12]                                      | 6–3, 7–6(7–5), 7–5                                   |
| Wedstrijden op Court 1                                                                            |                                                      |                                                      |                                                      |
| Mannendubbelspel kwartfinale                                                                      | Alexander Peya [7] Bruno Soares [7]                  | Mariusz Fyrstenberg [16] Marcin Matkowski [16]       | 1–6, 6–4, 3–1, opgave                                |
| Mannenlegendes −45 dubbelspel                                                                     | Cédric Pioline Fabrice Santoro                       | Sergi Bruguera Richard Krajicek                      | 6–2, 6–4                                             |
| Startte niet voor 14:00 uur                                                                       |                                                      |                                                      |                                                      |
| Mannenlegendes −45 dubbelspel                                                                     | Thomas Enqvist Sébastien Grosjean                    | Gastón Gaudio Goran Ivanišević                       | 7–5, 6–3                                             |
| Mannenlegendes 45+ dubbelspel                                                                     | Mansour Bahrami Pat Cash                             | Guy Forget Henri Leconte                             | 5–7, 6–2, [10-7]                                     |
| Wedstrijden begonnen om 11:00 uur (12:00 uur op Court Philippe-Chatrier en Court Suzanne-Lenglen) |                                                      |                                                      |                                                      |

### Dag 12 (donderdag 6 juni)
- Speelschema
- Reekshoofden uitgeschakeld:
  - Vrouwenenkelspel:  Viktoryja Azarenka [3],  Sara Errani [5]
  - Mannendubbelspel:  Alexander Peya /  Bruno Soares [7]
  - Gemengd dubbelspel:  Kristina Mladenovic /  Daniel Nestor [5]

| Wedstrijden op hoofdbanen                                                | Wedstrijden op hoofdbanen                            | Wedstrijden op hoofdbanen                            | Wedstrijden op hoofdbanen                            |
| Evenement                                                                | Winnaar                                              | Verliezer                                            | Score                                                |
| Wedstrijden op Court Philippe-Chatrier (centercourt)                     | Wedstrijden op Court Philippe-Chatrier (centercourt) | Wedstrijden op Court Philippe-Chatrier (centercourt) | Wedstrijden op Court Philippe-Chatrier (centercourt) |
| ------------------------------------------------------------------------ | ---------------------------------------------------- | ---------------------------------------------------- | ---------------------------------------------------- |
| Gemengd dubbelspel finale                                                | Lucie Hradecká František Čermák                      | Kristina Mladenovic [5] Daniel Nestor [5]            | 1–6, 6–4, [10–6]                                     |
| Startte niet voor 15:00 uur                                              |                                                      |                                                      |                                                      |
| Vrouwenenkelspel halve finale                                            | Maria Sjarapova [2]                                  | Viktoryja Azarenka [3]                               | 6–1, 2–6, 6–4                                        |
| Vrouwenenkelspel halve finale                                            | Serena Williams [1]                                  | Sara Errani [5]                                      | 6–0, 6–1                                             |
| Wedstrijden op Court Suzanne-Lenglen (Grandstand)                        |                                                      |                                                      |                                                      |
| Mannenlegendes 45+ dubbelspel                                            | Guy Forget Henri Leconte                             | Mikael Pernfors Mats Wilander                        | 1–6, 6–4, [10–7]                                     |
| Mannenlegendes 45+ dubbelspel                                            | John McEnroe Adriano Panatta                         | Peter McNamara Michael Stich                         | 6–3, 3–6, [10–2]                                     |
| Startte niet voor 14:00 uur                                              |                                                      |                                                      |                                                      |
| Mannendubbelspel halve finale                                            | Michaël Llodra Nicolas Mahut                         | Pablo Cuevas Horacio Zeballos                        | 7–6(7–4), 6–2                                        |
| Mannendubbelspel halve finale                                            | Bob Bryan [1] Mike Bryan [1]                         | Alexander Peya [7] Bruno Soares [7]                  | 6–1, 6–4                                             |
| Wedstrijden op Court 1                                                   |                                                      |                                                      |                                                      |
| Mannenlegendes −45 dubbelspel                                            | Albert Costa Carlos Moyá                             | Gastón Gaudio Goran Ivanišević                       | 4-6, 6-2, [10-7]                                     |
| Vrouwenlegendes dubbelspel                                               | Jelena Dementjeva Martina Navrátilová                | Iva Majoli Conchita Martínez                         | 6-2, 6-4                                             |
| Vrouwenlegendes dubbelspel                                               | Nathalie Tauziat Sandrine Testud                     | Jana Novotná Barbara Schett                          | 6-3, 1-6, [10-7]                                     |
| Wedstrijden begonnen om 11:00 uur (12:00 uur op Court Philippe-Chatrier) |                                                      |                                                      |                                                      |

### Dag 13 (vrijdag 7 juni)
- Speelschema
- Reekshoofden uitgeschakeld:
  - Mannenenkelspel:  Novak Djokovic [1],  Jo-Wilfried Tsonga [6]
  - Vrouwendubbelspel:  Andrea Hlaváčková /  Lucie Hradecká [2],  Nadja Petrova /  Katarina Srebotnik [3]

| Wedstrijden op hoofdbanen                                                | Wedstrijden op hoofdbanen                            | Wedstrijden op hoofdbanen                            | Wedstrijden op hoofdbanen                            |
| Evenement                                                                | Winnaar                                              | Verliezer                                            | Score                                                |
| Wedstrijden op Court Philippe-Chatrier (centercourt)                     | Wedstrijden op Court Philippe-Chatrier (centercourt) | Wedstrijden op Court Philippe-Chatrier (centercourt) | Wedstrijden op Court Philippe-Chatrier (centercourt) |
| ------------------------------------------------------------------------ | ---------------------------------------------------- | ---------------------------------------------------- | ---------------------------------------------------- |
| Mannenenkelspel halve finale                                             | Rafael Nadal [3]                                     | Novak Djokovic [1]                                   | 6–4, 3–6, 6–1, 6–7(3–7), 9–7                         |
| Mannenenkelspel halve finale                                             | David Ferrer [4]                                     | Jo-Wilfried Tsonga [6]                               | 6–1, 7–6(7–3), 6–2                                   |
| Wedstrijden op Court Suzanne-Lenglen (Grandstand)                        |                                                      |                                                      |                                                      |
| Mannenlegendes 45+ dubbelspel                                            | Mansour Bahrami Pat Cash                             | Mikael Pernfors Mats Wilander                        | 4–6, 6–4, [10–7]                                     |
| Vrouwenlegendes dubbelspel                                               | Lindsay Davenport Martina Hingis                     | Nathalie Tauziat Sandrine Testud                     | 6–2, 6–2                                             |
| Startte niet voor 13:00 uur                                              |                                                      |                                                      |                                                      |
| Vrouwendubbelspel halve finale                                           | Jekaterina Makarova [4] Jelena Vesnina [4]           | Andrea Hlaváčková [2] Lucie Hradecká [2]             | 6–4, 7–5                                             |
| Startte niet voor 15:00 uur                                              |                                                      |                                                      |                                                      |
| Vrouwendubbelspel halve finale                                           | Sara Errani [1] Roberta Vinci [1]                    | Nadja Petrova [3] Katarina Srebotnik [3]             | 6–3, 5–7, 6–3                                        |
| Wedstrijden op Court 1                                                   |                                                      |                                                      |                                                      |
| Mannenlegendes 45+ dubbelspel                                            | Andrés Gómez Mark Woodforde                          | Peter McNamara Michael Stich                         | 6–3, 6–3                                             |
| Vrouwenlegendes dubbelspel                                               | Iva Majoli Conchita Martínez                         | Mary Joe Fernandez Arantxa Sánchez Vicario           | Walk-over                                            |
| Wedstrijden begonnen om 11:00 uur (13:00 uur op Court Philippe-Chatrier) |                                                      |                                                      |                                                      |

### Dag 14 (zaterdag 8 juni)
- Speelschema
- Reekshoofden uitgeschakeld:
  - Vrouwenenkelspel:  Maria Sjarapova [2]

| Wedstrijden op hoofdbanen                                                                      | Wedstrijden op hoofdbanen                            | Wedstrijden op hoofdbanen                            | Wedstrijden op hoofdbanen                            |
| Evenement                                                                                      | Winnaar                                              | Verliezer                                            | Score                                                |
| Wedstrijden op Court Philippe-Chatrier (centercourt)                                           | Wedstrijden op Court Philippe-Chatrier (centercourt) | Wedstrijden op Court Philippe-Chatrier (centercourt) | Wedstrijden op Court Philippe-Chatrier (centercourt) |
| ---------------------------------------------------------------------------------------------- | ---------------------------------------------------- | ---------------------------------------------------- | ---------------------------------------------------- |
| Vrouwenenkelspel finale                                                                        | Serena Williams [1]                                  | Maria Sjarapova [2]                                  | 6–4, 6–4                                             |
| Mannendubbelspel finale                                                                        | Bob Bryan [1] Mike Bryan [1]                         | Michaël Llodra Nicolas Mahut                         | 6–4, 4–6, 7–6(7–4)                                   |
| Wedstrijden op Court Suzanne-Lenglen (Grandstand)                                              |                                                      |                                                      |                                                      |
| Mannenlegendes 45+ dubbelspel                                                                  | Andrés Gómez Mark Woodforde                          | John McEnroe Adriano Panatta                         | 6–4, 6–3                                             |
| Vrouwenlegendes dubbelspel                                                                     | Lindsay Davenport Martina Hingis                     | Jelena Dementjeva Martina Navrátilová                | 6–4, 6–2                                             |
| Wedstrijden op Court 1                                                                         |                                                      |                                                      |                                                      |
| Mannenlegendes 45+ dubbelspel                                                                  | Cédric Pioline Fabrice Santoro                       | Michael Chang Andrej Medvedev                        | 7–6(10–8), 6–4                                       |
| Wedstrijden begonnen om 11:00 uur (15:00 uur op Court Philippe-Chatrier, 12:00 uur op Court 1) |                                                      |                                                      |                                                      |

### Dag 15 (zondag 9 juni)
- Speelschema
- Reekshoofden uitgeschakeld:
  - Mannenenkelspel:  David Ferrer [4]
  - Vrouwendubbelspel:  Sara Errani /  Roberta Vinci [1]

| Wedstrijden op hoofdbanen                                                | Wedstrijden op hoofdbanen                            | Wedstrijden op hoofdbanen                            | Wedstrijden op hoofdbanen                            |
| Evenement                                                                | Winnaar                                              | Verliezer                                            | Score                                                |
| Wedstrijden op Court Philippe-Chatrier (centercourt)                     | Wedstrijden op Court Philippe-Chatrier (centercourt) | Wedstrijden op Court Philippe-Chatrier (centercourt) | Wedstrijden op Court Philippe-Chatrier (centercourt) |
| ------------------------------------------------------------------------ | ---------------------------------------------------- | ---------------------------------------------------- | ---------------------------------------------------- |
| Vrouwendubbelspel finale                                                 | Jekaterina Makarova Jelena Vesnina                   | Sara Errani Roberta Vinci [1]                        | 7–5, 6–2                                             |
| Startte niet voor 15:00 uur                                              |                                                      |                                                      |                                                      |
| Mannenenkelspel finale                                                   | Rafael Nadal [3]                                     | David Ferrer [4]                                     | 6–3, 6–2, 6–3                                        |
| Wedstrijden op Court Suzanne-Lenglen (Grandstand)                        |                                                      |                                                      |                                                      |
| Mannenlegendes −45 dubbelspel finale                                     | Cédric Pioline Fabrice Santoro                       | Albert Costa Carlos Moyá                             | 4–6, 6–4, [4–1]                                      |
| Mannenlegendes 45+ dubbelspel finale                                     | Andrés Gómez Mark Woodforde                          | Mansour Bahrami Pat Cash                             | 6–1, 7–6(7–2)                                        |
| Wedstrijden begonnen om 11:00 uur (12:00 uur op Court Philippe-Chatrier) |                                                      |                                                      |                                                      |